# Шпител Зумисвалд (замък)
Шпител е замък, разположен в Зумисвалд, Кантон Берн, Швейцария.
Дарен е на Тевтонския орден като болница. И до днес функционира като здравна и социално-значима институция.